# سیارک ۱۸۱۶۲۷
سیارک ۱۸۱۶۲۷ (به انگلیسی: 181627 Philgeluck، نامگذاری:2006XZ5) صد و هشتاد و یک هزار و ششصد و بیست و هفتمین سیارک کشف شده‌است که در ۸ دسامبر ۲۰۰۶ کشف شد.